# Sphecozone niwina
Sphecozone niwina is een spinnensoort in de taxonomische indeling van de hangmatspinnen (Linyphiidae).
Het dier behoort tot het geslacht Sphecozone. De wetenschappelijke naam van de soort werd voor het eerst geldig gepubliceerd in 1916 door Ralph Vary Chamberlin.